# Jüdischer Friedhof (Bracht)

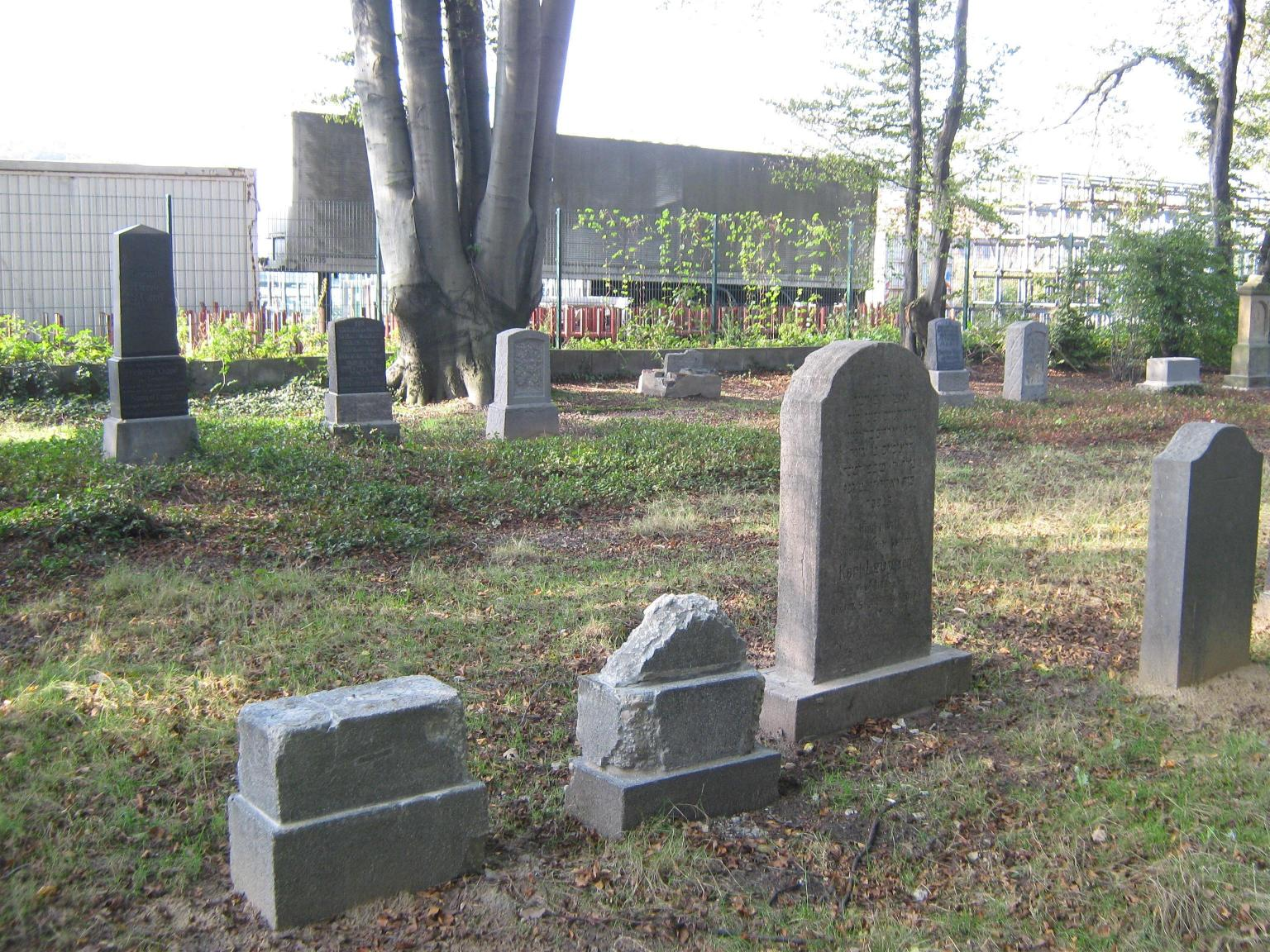

Der Jüdische Friedhof Bracht liegt in Bracht, einem Ortsteil der Gemeinde Brüggen im Kreis Viersen in Nordrhein-Westfalen.
Auf dem jüdischen Friedhof am Christenfeld in der Stiegstraße befinden sich 15 Grabsteine (Mazewot) und fünf Sockel. Das entspricht dem Eintrag beim Zentralarchiv von 20 Grabmalen. Die Begräbnisordnung datiert auf den 1. August 1883 und wurde am 8. September 1883 genehmigt. In ihr ist festgelegt, dass der Begräbnisplatz 52 Meter lang und 13,20 Meter breit ist. Er ist in sechs Felder aufgeteilt, deren Grabzahl aber nicht genannt ist. Der Abstand zwischen den einzelnen Gräbern sollte mindestens 0,30 Meter betragen.
Der Friedhof muss heute als komplett belegte Grabstätte betrachtet werden, da nicht feststellbar ist, ob sich auf den freien Flächen keine Gräber befinden. Aus den vorhandenen Merkmalen ist zu ersehen, dass die letzte Bestattung im Jahr 1926/28 stattfand. Die Grabsteine lässt man bewusst verwittern, als Symbol für die Vergänglichkeit des Menschen.
Der Friedhof ist der letzte materielle Rest der jüdischen Gemeinde Bracht, die bereits seit dem 18. Jahrhundert existierte. Er ist bedeutend für die Geschichte des Ortes Bracht.